# Čeľovce
Čeľovce (Hongaars: Cselej) is een Slowaakse gemeente in de regio Košice, en maakt deel uit van het district Trebišov.
Čeľovce telt 538 inwoners.